# Stella AM Canum Venaticorum
Una stella AM Canum Venaticorum (abbreviato con stella AM CVn) è una stella binaria molto stretta, costituita da una nana bianca in corso di accrescimento, e da un'ulteriore componente, molto evoluta, che cede gas alla compagna. Il periodo di rivoluzione di questi sistemi varia da 5 a 65 minuti. La differenza con le variabili cataclismiche consiste nell'assenza di idrogeno nell'atmosfera della compagna e nel disco di accrescimento. Questo tipo di stelle variabili riceve il nome dal loro prototipo, la stella AM Canum Venaticorum. 

## Struttura

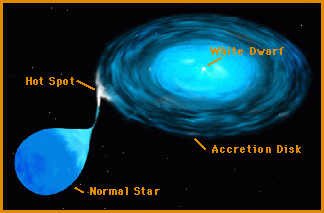
Rappresentazione artistica di un sistema AM CVn

Le stelle AM Canum Venaticorum sono stelle binarie composte da una nana bianca e da una compagna, che può essere a sua volta un'altra nana bianca o una stella all'elio o un altro tipo di stella molto evoluta. La compagna riempie il proprio lobo di Roche, sicché del materiale viene trasferito alla nana bianca. A causa del suo momento angolare il materiale fuoriuscito dalla compagna costituisce un disco di accrescimento intorno alla nana bianca. Nel punto in cui il flusso di materia proveniente dalla stella donatrice incontra il disco di accrescimento, esso viene frenato e scaldato, producendo radiazione. Ciò comporta la modulazione della curva di luce del sistema con il periodo di rivoluzione. Un ulteriore segno del processo di accrescimento è costituito da piccole oscillazioni di luminosità della durata di pochi secondi. La materia appartenente al disco di accrescimento perde progressivamente il proprio momento angolare e cade spiraleggiando sulla nana bianca. L'impatto di tale materia con la superficie della nana bianca è fonte di raggi X. In sistemi come quello di ES Ceti, a causa dell'estrema vicinanza fra le due componenti, la materia potrebbe fluire direttamente sulla nana bianca senza che venga creato un disco di accrescimento.

## Classificazione
Le stelle AM Canum Venaticorum sono classificate per lo più sulla base della lunghezza del periodo orbitale:
- I sistemi con un periodo di più di 40 minuti sono caratterizzati da scarsi scambi di materiale. I dischi di accrescimento sono sottili e lo spettro è dominato dalle linee di emissione dell'elio. La variabilità non è molto marcata e questo tipo di stelle AM CVn sono spesso difficili da individuare.
- I sistemi con un periodo di meno di 20 minuti sono caratterizzati da ingenti trasferimenti di massa e da dischi di accrescimento spessi. I loro spettri sono dominati da larghe linee di assorbimento dell'elio. La curva di luce assume forma sinuoidale con periodi leggermente più lunghi di quello orbitale. Plausibilmente tali variazioni sono causate dal disco di accrescimento di forma ellittica che ruota intorno alla nana bianca.
- I sistemi con periodo compreso fra 20 e 40 minuti presentano cambiamenti di luminosità con ampiezze comprese fra 3 e 5 magnitudini, simili a quelli delle novae nane e delle variabili cataclismiche. Queste esplosioni hanno una durata di qualche settimana e si ripetono irregolarmente nell'arco di alcuni mesi.

## Esplosioni termonucleari
Le normali esplosioni delle stelle AM CVn assomigliano a quelle delle novae nane. In esse il disco di accrescimento assume alternativamente due differenti stati. Nello stato attivo il gas nel disco raggiunge una temperatura critica che causa un cambiamento nella viscosità e un aumento dello sfregamento, che a sua volta porta ad un collasso sulla nana bianca con il conseguente rilascio di una grande quantità di energia potenziale gravitazionale. A questo punto il disco si svuota entrando così nello stato di bassa attività, in cui solo una modesta quantità di materia viene trasferita sulla nana bianca, finché il disco non si riempie nuovamente e il ciclo ricomincia.
Le stelle AM CVn possono anche presentare esplosioni simili a quelle delle classiche novae. Tuttavia mentre nelle novae è la detonazione dell'idrogeno trasferito dal disco alla superficie della nana bianca a provocare l'esplosione, nei sistemi AM CVn il materiale trasferito che causa l'esplosione è l'elio. Tali tipi di esplosione avvengono di solito nei sistemi a corto periodo. Durante tali esplosioni possono essere creati, tramite le reazioni termonucleari, elementi molto pesanti, fino al 56Ni.

## Formazione
Sono conosciuti tre modi differenti di formazione dei sistemi AM CVn:
- Secondo il primo modo, la nana bianca viene a trovarsi nell'atmosfera della sua evoluta compagna. L'attrito che ne consegue porta a un ulteriore avvicinamento fra le due stelle e a una perdita dell'atmosfera della compagna, la quale alla fine evolve in una seconda nana bianca. Il risultato è una coppia di nane bianche molto vicine, in cui vi è un trasferimento di massa dalla principale alla secondaria. Mano a mano che la nana bianca donatrice perde massa, essa si espande dato che nelle nane bianche il raggio è inversamente proporzionale alla radice cubica della massa. Inoltre il periodo orbitale si allunga.
- Secondo il secondo modo, inizialmente la nana bianca è legata gravitazionalmente a una stella all'elio che le dona materiale. Quando una sufficiente quantità di elio viene trasferito sulla superficie della nana bianca, la fusione dell'elio si interrompe. La stella all'elio degenera quindi anch'essa in una nana bianca. Contestualmente il periodo orbitale si accorcia fino a 10 minuti. La stella donatrice, trasformata in una nana bianca, continua a cedere materiale alla compagna, sicché il periodo orbitale si allunga nuovamente.
- Secondo il terzo modo, il processo di formazione del sistema inizia con una normale variabile cataclismica, in cui la stella donatrice, una volta uscita dalla sequenza principale, inizia a trasferire massa alla nana bianca. Questo trasferimento continua finché l'involucro di idrogeno della stella donatrice non è esaurito. Questa diventa quindi una stella all'elio, che continua a trasferire materia alla nana bianca. Solo una piccola percentuale della massa trasferita è composta da idrogeno. Il periodo orbitale contestualmente si accorcia da un'ora a circa 10 minuti.

In tutti e tre gli scenari la formazione di un sistema AM CVn viene guidata dalla propagazione di onde gravitazionali, che dissipano il momento angolare del sistema. La propagazione delle onde gravitazionali, a causa della vicinanza fra le due componenti, dovrebbe essere tanto forte da risultare rilevabile da satelliti astronomici come LISA.